# The Ultimate Collection (Barry White)
The Ultimate Collection est un album compilation qui rassemble 18 des meilleurs titres de Barry White.

## Liste des titres de l'album
1. You're The First, The Last, My Everything
2. Can't Get Enough Of Your Love Babe
3. Let The Music Play
4. Don't Make Me Wait Too Long
5. I'll Do For You Anything You Want Me To
6. Sho'You Right
7. What Am I Gonna Do With You
8. Come On
9. I'm Gonne Love You Just A Little Bit More Babe
10. Never, Never Gonna Give You Up
11. Baby We Better Try And Get Together
12. Just The Way You Are
13. I'm Qualified To Satisfy You
14. Dark And Lovely
15. You See The Trouble With Me
16. It's Ecstasy When You Lay Down Next To Me
17. The Right Night
18. Loves Theme